# تانگوی کودکی ما
تانگوی کودکی ما (ارمنی: Մեր մանկության տանգոն؛ Mer mankutyan tangon) یک فیلم تراژیکمدی به کارگردانی آلبرت مکرتچیان است که در سال ۱۹۸۶ منتشر شد.

## بازیگران
- گالیا نوونتس در نقش سیرانوش
- فرونزیک مکرتچیان در نقش  روبن
- الینا آقامیان در نقش  وارتوش
- آزاد گاسپاریان در نقش  مسروپ
- نارینه باغداساریان در نقش  روزان
- ساموئل سارگیسیان در نقش  آرمن
- آشوت گئورگیان در نقش  گاگیک
- آرتاشس نالباندیان در نقش  آشوت
- آرتاشس گیوداکیان در نقش  سروب
- مارگاریتا کاراپتیان در نقش  آرپنیک
- نونا پتروسیان در نقش  کنار
- روبن مکرتچیان در نقش  یغیش
- وی. موسیسیان در نقش  سواسیان
- آلکساندر اوگانسیان در نقش  زارزاند
- ورژ هاکوپیان در نقش  ملکونیان
- خاچیک بارسغیان در نقش بازپرس